# Crimele din Midsomer
Crimele din Midsomer sau Inspector Barnaby  (în engleză Midsomer Murders) este un serial britanic polițist care este inspirat de romanul Chief Inspector Barnaby al autoarei Caroline Graham. Figura centrală din film este Tom  Barnaby și ajutorul său Ben Jones. Acțiunea are loc în comitatul fictiv Midsomer, iar filmările au loc în satele din comitatele Buckinghamshire și Oxfordshire. Primul serial a apărut în 1997, el fiind o producție a studioului Brian True-May, durează 100 minute și până în 2010 au apărut 81 de episoade. Serialul a devenit unul dintre cele mai vizionate seriale din Marea Britanie fiind transmis în mai multe țări din lume.

## Distribuție
Rolul lui Tom Barnaby a fost jucat de John Nettles, ulterior apare vărul său, John Barnaby (Neil Dudgeon) iar ajutorul său Gavin Troy (Daniel Casey) va fi urmat de Ben Jones (Jason Hughes).

## Dublajul în Germania
| Rol                | Actor         | Dublaj          |
| ------------------ | ------------- | --------------- |
| DCI Tom Barnaby    | John Nettles  | Norbert Langer  |
| DC Ben Jones       | Jason Hughes  | Norman Matt     |
| DS Gavin Troy      | Daniel Casey  | Norman Matt     |
| Joyce Barnaby      | Jane Wymark   | Alexandra Lange |
| Cully Barnaby      | Laura Howard  | Maria Koschny   |
| Dr. George Bullard | Barry Jackson | Lothar Hinze    |
| Dr. Dan Peterson   | Toby Jones    | Lutz Schnell    |

## Distribuție
- John Nettles
- Jason Hughes
- Daniel Casey
- Jane Wymark
- Laura Howard
- Orlando Bloom
- Harriet Walter
- Toby Jones
- Barry Jackson
- Polly Maberly